# 果州
果州（かしゅう）は、中国にかつて存在した州。唐代から宋代にかけて、現在の四川省南充市一帯に設置された。

## 概要
621年（武徳4年）、唐により隆州の南充・相如の2県を分離して果州が立てられた。742年（天宝元年）、果州は南充郡と改称された。758年（乾元元年）、南充郡は果州の称にもどされた。果州は剣南道に属し、南充・相如・流渓・西充・朗池・岳池の4県を管轄した。
宋のとき、果州は潼川府路に属し、南充・西充・流渓の3県を管轄した。1227年（宝慶3年）、果州は順慶府に昇格した。